# ینا

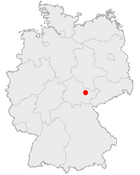
ینا

ینا (به آلمانی:Jena ‎/ˈjeɪnə/‎ تلفظ آلمانی: [ˈje:na] ()) شهری در ایالت تورینگن آلمان است. این شهر به خطوط راه‌آهن آلمان متصل است. ینا در شرق این ایالت واقع شده است. ینا یکی از شهر-دانشگاه‌های آلمان و دومین شهر بزرگ ایالت تورینگن است. این شهر به همراه شهرهای ارفورت و وایمار، منطقه شهرستانی ایالت تورینگن با تقریباً ۵۰۰۰۰۰۰ ساکن را تشکیل می‌دهد؛ این در حالی است که جمعیت خود شهر نزدیک به ۱۱۰۰۰۰ می‌باشد. ینا مرکز آموزش و پژوهش است؛ دانشگاه فریدریش شیلر در سال ۱۵۵۸ بنیاد گذاشته شده و در سال ۲۰۱۷، ۱۸۰۰۰ دانشجو داشت. گفتنی است که در همان سال، آموزش عالی ارنست آبه ینا (Ernst-Abbe-Fachhochschule)، تعداد ۵۰۰۰ دانشجو را دربرداشته است. افزون بر این، مؤسسات و پژوهشکده‌های فروانی در ینا وجود دارد که آن به قطب پژوهش و دانش تبدیل ساخته است.

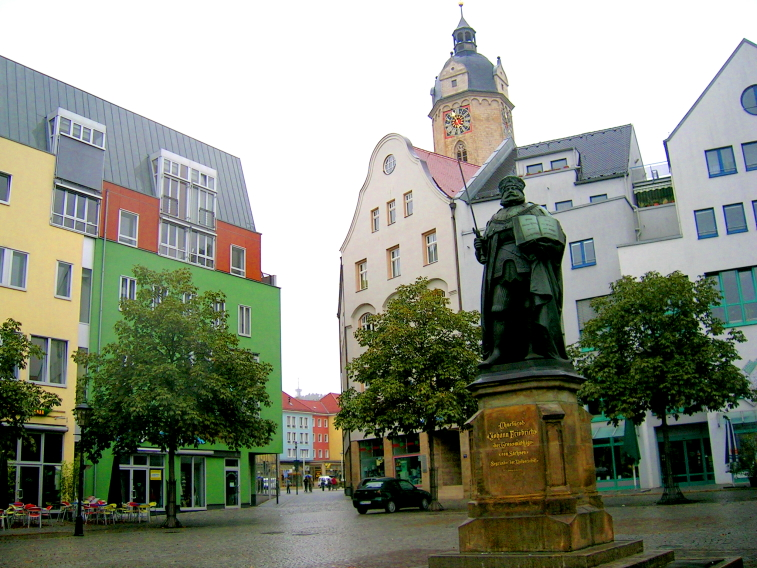
نمایی از شهر ینا

برای نخستین بار، ینا در سال ۱۱۸۲ یاد شد و تا سده نوزدهم ترسایی به‌عنوان شهرکی سنتی شناخته می‌شد در حالی که صنایع پیشرفت کرده بودند. در سده بیستم، ینا، به مرکز صنایع نورشناختی و اپتیک مبدل گشت و شرکت‌هایی بمانند کارل زایس (Carl Zeiss)، شوت (Schott) و ینوپتیک (Jenoptik؛ از ۱۹۹۰) پیرامونش احداث گشتند. به عنوان یک شهر در اندازه متوسط در آلمان، ساختمان‌های بلندمرتبهٔ اندکی در مرکز شهر وجود دارد بمانند برج ین (JenTower). بیشتر این ساختمان‌ها پیشتر بخشی از کارخانه کارل زایس بوده‌اند. میان ساله‌های ۱۷۹۰ و ۱۸۵۰، ینا کانون اشاره فُرمِرتس (Vormärz) و نیز جنبش یکپارچه‌سازی و آزادی‌خواهانه دانشجویی و رمانتیسم آلمانی بود. در آن روزگار، افراد سرشناسی بمانند فریدریش شیلر، آلکساندر فون هومبولت، یوهان گوتلیب فیشته، گئورگ ویلهلم فریدریش هگل، نوالیس و آوگوست ویلهلم شلگل.
اقتصاد شهر برپایه صنعت و پژوهش با فناوری بالاست. صنعت اپتیکی و ظریف منجر به برند شدگی و مرکزیت یافتن این شهر در میان مهندسان در سراسر جهان به‌ویژه مهندسان نرم‌افزار، داده‌پردازی و دیگر تجارت‌های دیجیتال گشته است. همچنین زیست‌فناوری نیز دارای رشد چشمگیری بوده است. افزون بر این، ینا یک مرکز خدمات برای مناطق پیرامونش نیز می‌باشد.
ینا بر چشم‌اندازهای دره‌ای شرق تورینگن نهاده شده در حالی که دره رود زاله (Saale) از میانش می‌گذرد. بخاطر چشم‌انداز صخره‌ای، جنگل‌های ترکیبی زیبایی در پیرامونش پدید آمده است. در آلمان شهر ینا بخاطر وردهٔ وحشی ارکیده اصیل نامور است زیرا این گونه گیاه در اطراف شهر به‌خوبی رشد می‌کند.

## تاریخ

### اعصار میانه
تا میانه‌های قرون وسطی، رود زاله، مرز میان مناطق آلمانی (در غرب) و اسلاوی (در شرق) بشمار می‌رفت. با به‌دست آوردن گذر از رودخانه، آبادی ینا، به آسانی پدید آمد. این گذر از رودخانه چنان ارزشمند بود که مشابه چنین نهادن و احداث آبادی را می‌توان برای ناموبورگ (Naumburg) در شمال و زالفلد (Saalfeld) در جنوب را متصور شد. بنابرین نهادن ینا به سده‌های میانه بازمی‌گردد. برای نخستین‌بار در سندی به سال ۱۱۸۲ نام ینا یاد شده است. نخستین حاکمان این منطقه «اربابان لوبدبورگ» (Lobdeburg) بودند که نام دودمانش برگرفته از نام دژی بنام «لوبدا» (Lobeda) در نزدیکی رودخانه زاله و در سمت جنوب مرکز ینا کنونی با فاصله ۶ کیلومتر (۴ مایل) جای دارد.

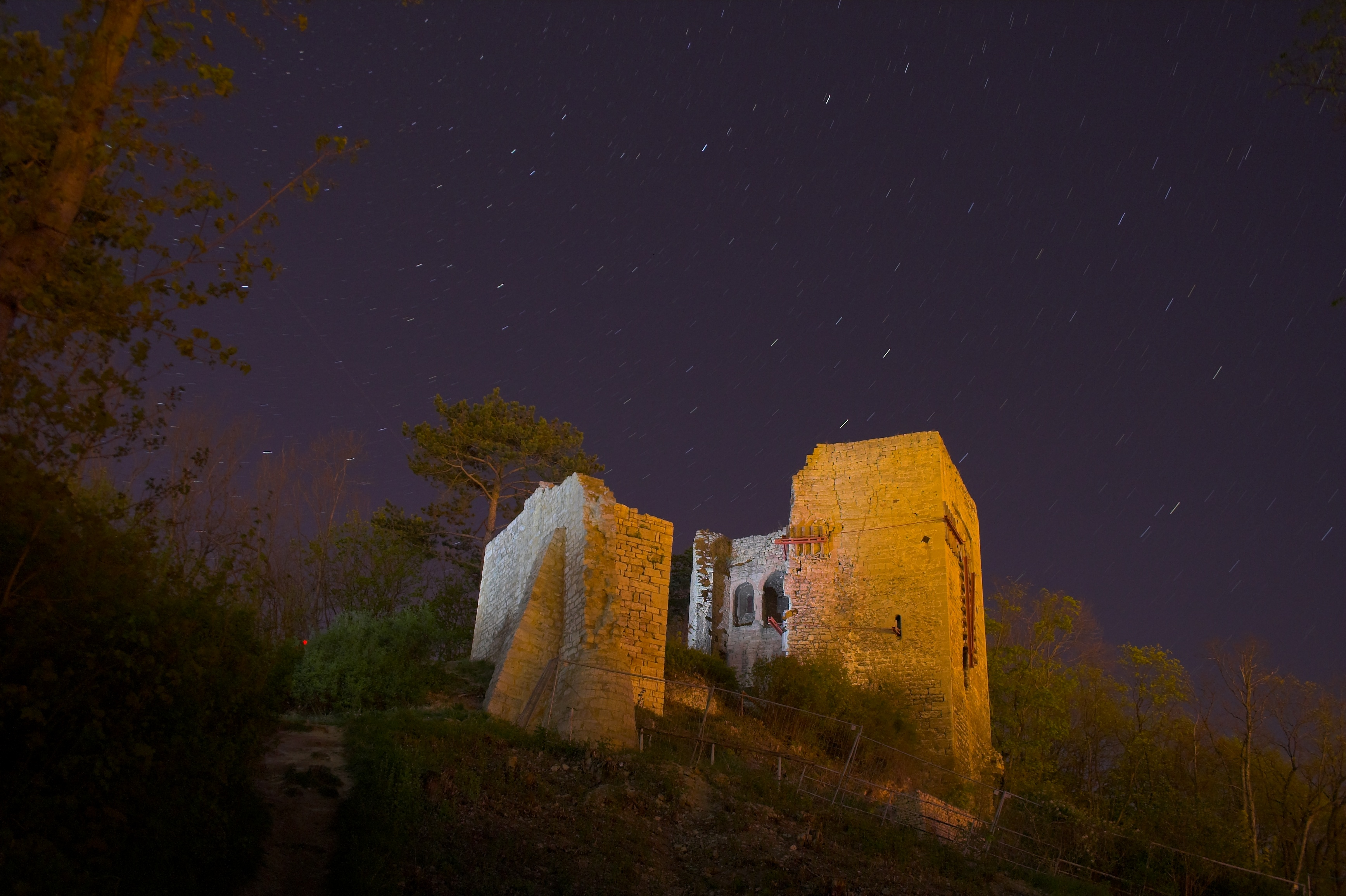
Lobdeburg Castle above Lobeda district